# L'Albenc
 L'Albenc  es una población y comuna francesa, en la región de Ródano-Alpes, departamento de Isère, en el distrito de Grenoble y cantón de Vinay.

## Demografía
| 679 | 705 | 653 | 751 | 895 | 991 | 1 059 | 1 078 | 1 110 | 1 279 | 1 298 |
| Para los censos de 1962 a 1999 la población legal corresponde a la población sin duplicidades (Fuente: INSEE [Consultar]) |     |     |     |     |     |       |       |       |       |       |